# Tomáš Votava
Tomáš Votava (Brandýs nad Labem-Stará Boleslav, 21 febbraio 1974) è un ex calciatore ceco, fino al 1993 cecoslovacco, di ruolo difensore.

## Palmarès

### Club

#### Competizioni nazionali
- Československý Pohár: 1

Sparta Praga: 1991-1992
- Campionato ceco: 5

Sparta Praga: 1993-1994, 1994-1995, 1996-1997, 1997-1998, 1998-1999
- Pohár ČMFS: 1

Sparta Praga: 1995-1996
- Divisione A (Cipro): 1

APOEL: 2003-2004